# Gummi-Spindelkraut
Das Gummi-Spindelkraut (Carlina gummifera, Synonym: Atractylis gummifera), auch Mastixdistel oder Leimdistel genannt, ist eine Pflanzenart aus der Gattung Eberwurzen (Carlina).

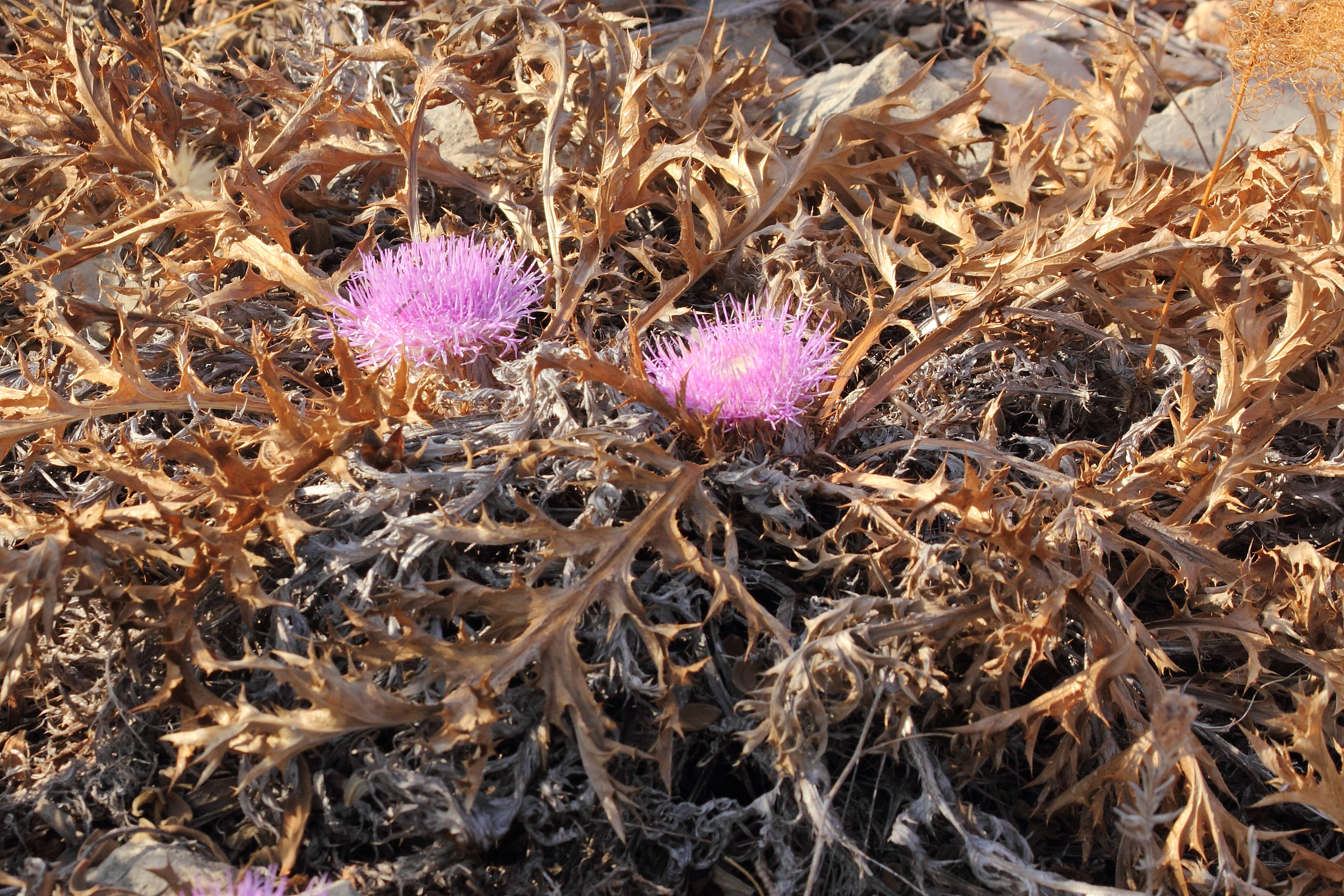
Gummi-Spindelkraut (Carlina gummifera)

## Beschreibung
Das Gummi-Spindelkraut ist ein ausdauernder Rosetten-Hemikryptophyt, der Wuchshöhen von 5 bis 20 Zentimeter erreicht. Ein Stängel ist nicht vorhanden, es wird eine große, dicke Wurzel ausgebildet. Die in einer Rosette angeordneten Laubblätter sind länglich-lanzettlich, zweifach fiederschnittig und dornig. Zur Blütezeit sind sie vertrocknet. Die Hülle der einzeln erscheinenden Blüten ist 30 bis 70 Millimeter groß und spinnwebig. Die mittleren Hüllblätter weisen 3 abstehende Enddornen auf, welche viel länger als die Seitendornen sind. Es sind nur rot-violette bis purpurfarbene und zwittrige Röhrenblüten vorhanden.
Die Blütezeit reicht von August bis Oktober. Es werden Achänen mit Pappus gebildet.
Die Chromosomenzahl beträgt 2n = 20.

## Taxonomie
Das auch in neuen Veröffentlichungen oft gebrauchte Basionym Atractylis gummifera L. wurde 1753 von Carl von Linné in Species Plantarum erstveröffentlicht. Alexandre Henri Gabriel de Cassini trennte das Gummi-Spindelkraut 1827 als Chamaeleon gummifer (L.) Cass. von Atractylis ab. Christian Friedrich Lessing stellte Chamaeleon als Untergattung zu Carlina und benannte das Gummi-Spindelkraut in Carlina gummifera (L.) Less. um. Diese systematische Einordnung wird durch Ergebnisse molekulargenetischer Untersuchungen gestützt.

## Vorkommen
Das Gummi-Spindelkraut kommt im Mittelmeerraum vor. Das Verbreitungsgebiet erstreckt sich über die Länder Marokko, Algerien, Tunesien, Portugal, Spanien, Italien, Sizilien, Sardinien, Malta und Korsika, Griechenland, Kreta, die Ägäis und die Türkei. Diese Art wächst auf Kreta in Phrygana und Brachland in Höhenlagen von 0 bis 1350 Meter.

## Verwendung

Allgemeine Strukturformel von Atractylosid (R = H)

Die starke Giftigkeit der Art, die schon in der Antike bekannt war, beruht auf ihrem Gehalt an Atractylosid. Trotz der Giftigkeit wird der Wurzelstock in Nordafrika unter dem Namen „Addad“ als Räuchermittel, aber auch in der Volksmedizin wegen seiner antipyretischen, diuretischen, abortiven, emetischen und laxierenden Wirkung für die Mundpflege verwendet. In Marokko ist das Gummi-Spindelkraut vor allem bei Kindern für die meisten tödlichen Vergiftungen durch Pflanzen verantwortlich.
Ein Pseudomastix stammt aus den Wurzeln und den fleischige Blütenböden, die auch als Artischockenersatz verwendet werden. Im Mittelalter wurde das Gummi-Spindelkraut (die Mastix-Distel) auch mit Cameleonta bezeichnet.